# Kryštof z Madruzza
Kryštof Madruzzo nebo též Kryštof z Madruzza (italsky Cristoforo Madruzzo, ve starších německých pramenech převážně jako Christoph von Madruzz, či Christoph Madruscht, 5. července 1512, Castel Madruzzo v Calavinu - 5. července 1578, Tivoli) byl italský šlechtic z rodu Madruzzo a římskokatolický duchovní kardinál v období renesance a kníže-biskup tridentský a brixenský. Byl prvním ze čtyř tridentských biskupů, kteří pocházeli z rodu Madruzzo.

## Život

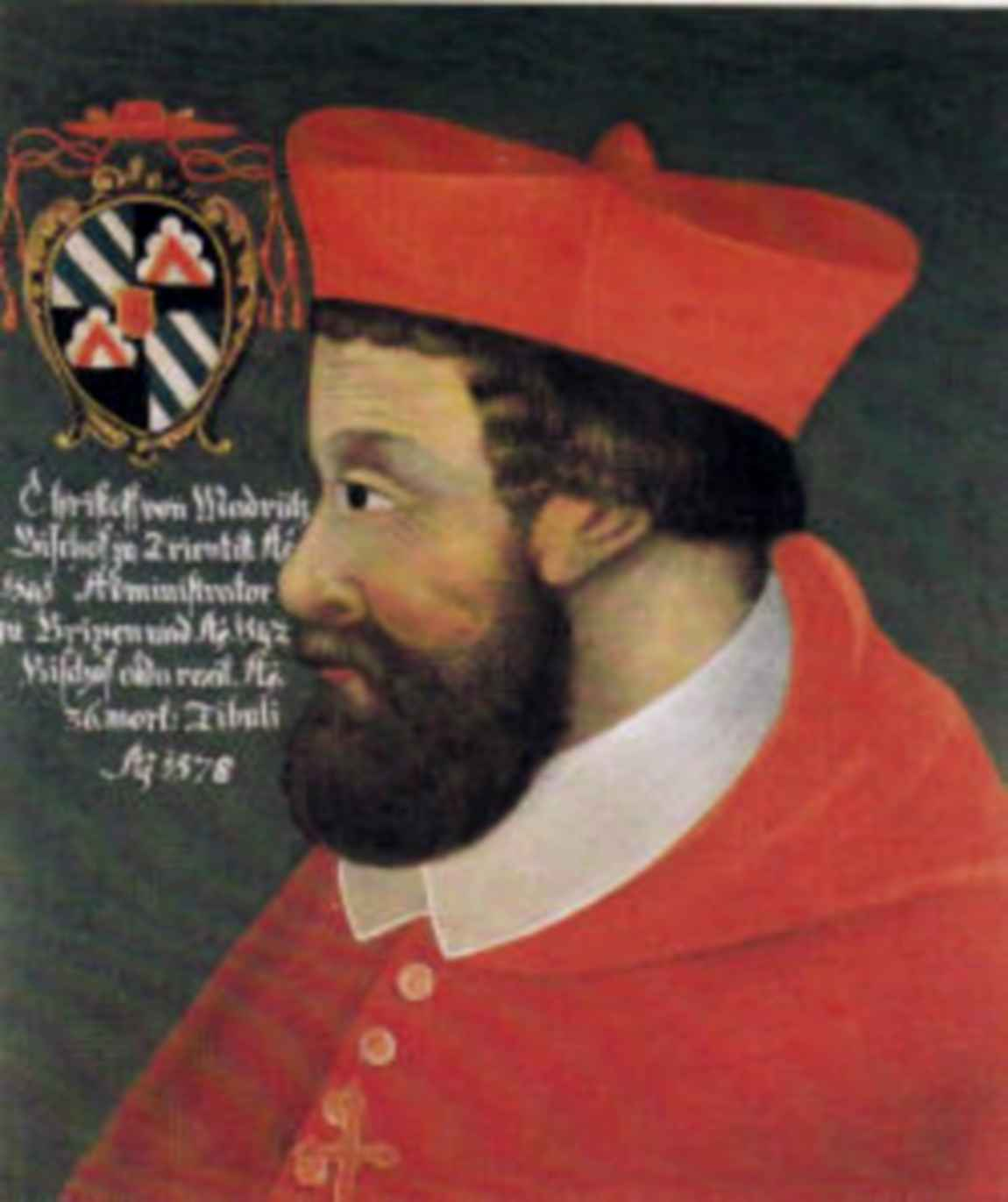
Kardinál Madruzzo se svým oficiálním erbem (malba ze 16. století)

Narodil se jako syn Jana Gaudentia barona z Madruzza (von Madrutz) ze starého tridentského šlechtického rodu Madruzzů. Jeho otec byl členem tajné rady císaře Ferdinanda I. a byl též hofmistrem jeho synů. Jeho blízký přítel, kardinál Bernhard z Cles, kníže-biskup z Tridentu, jej v roce 1521 vyslal mimo jiné na říšský sněm ve Wormsu.
Kryštof Madruzzo vystudoval teologii na univerzitách v Padově a Boloni a rychle stoupal v církevní hierarchii. V roce 1539 byl jmenován tridentským knížetem-biskupem, v roce 1542 jej brixenský biskup Kryštof Fuchs z Fuchsbergu vysvětil na biskupa a po jeho smrti byl Madruzzo jmenován brixenským biskupem. V roce 1542 byl povýšen na kardinála in pectore, což bylo zveřejněno až v roce 1545. Zpočátku obdržel titulární kostel San Cesareo in Palatio, ale v roce 1560 jako kardinál-kněz, nejprve v San Crisogono a krátce poté Santa Maria in Trastevere.

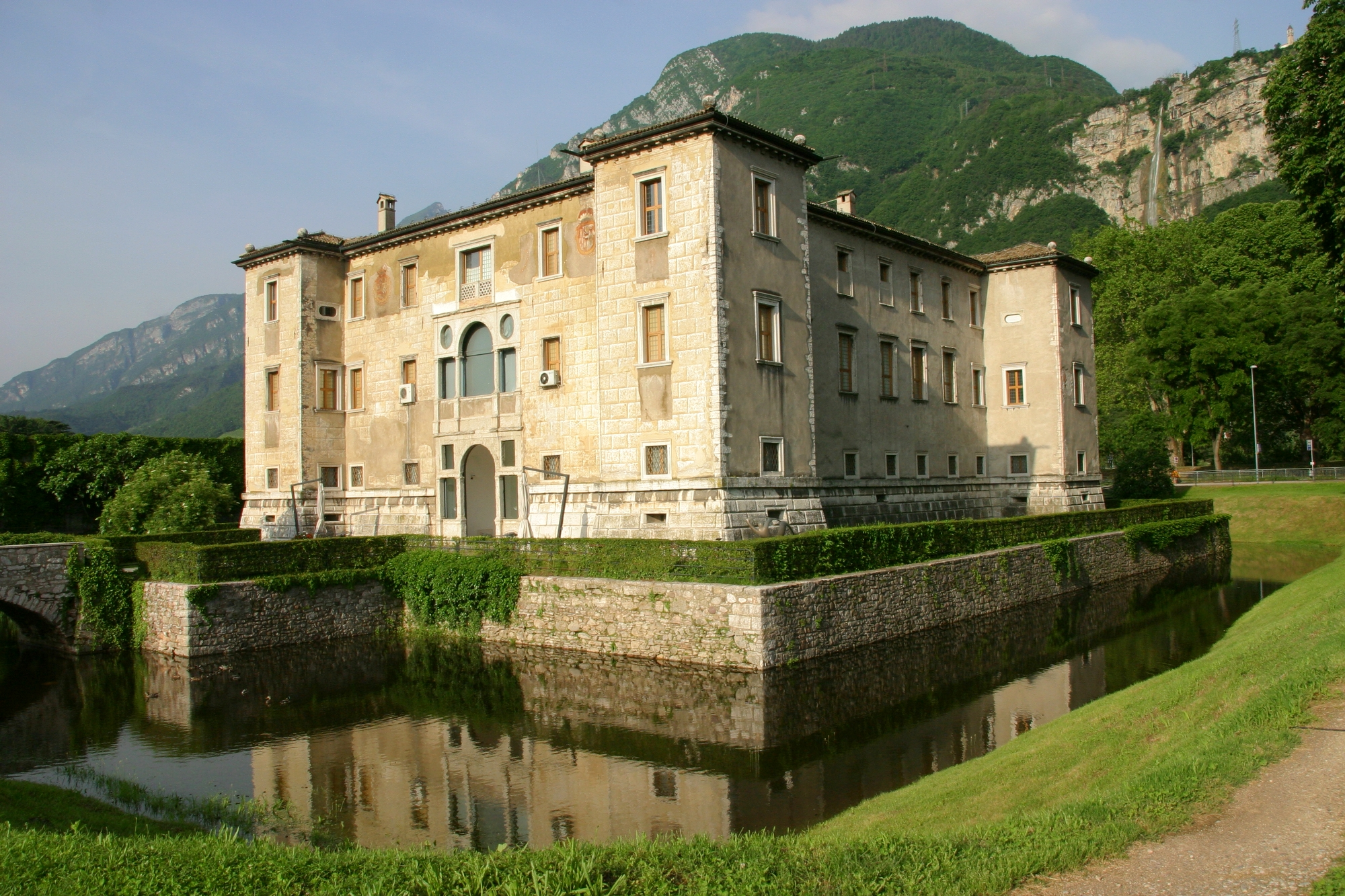
Palazzo delle Albere poblíž Tridentu

Madruzzo byl v podstatě politikem a loajálním soupencem Habsburků. Jeho nejdůležitějším úspěchem v pozici biskupa bylo zahájení Tridentského koncilu (1545–1563). Během koncilu přijal španělského krále Filipa II., vévodu Emanuela Filiberta Savojského a další hodnostáře v biskupském paláci Castello del Buonconsiglio, ale také v Palazzo delle Albere u Tridentu, který nechal postavit speciálně pro tuto příležitost. Nechal také od roku 1531 přestavět rodinný zámek Castel Nanno a v roce 1561 postavit vilu v Soriano nel Cimino, kterou získal jako léno v Papežském státě.
V roce 1556 ho Filip II. jmenoval guvernérem Milána. V roce 1567 toto místo opustil a vzdal také se biskupského stolce v Tridentu ve prospěch svého synovce Jana Ludvíka z Madruzza (1532–1600), který byl od roku 1550 koadjutorem s právem nástupnictví. Sloužil jako kníže-biskup z Brixenu až do své smrti.
Po roce 1560 Kryštof Madruzzo, již jako kardinál-biskup, postupně získal suburbikální diecéze Albano (1561), Sabina (1562), Palestrina (1564) a Porto e Santa Rufina (1570). Zúčastnil se šesti papežských voleb, jmenovitě konkláve 1549/50, duben 1555, květen 1555, 1559, 1565/1566 a 1572.
Synové jeho sestry Kateřiny († 1551), Jan Tomáš ze Spauru (1528–1591) a Kryštof Ondřej ze Spauru (1543–1613) jej později následovali ve funkci knížete-biskupa brixenského.
Hrobka Kryštofa kardinála Madruzza se nachází v rodinné kapli v kostele Sant'Onofrio al Gianicolo v Římě.

## Činnost

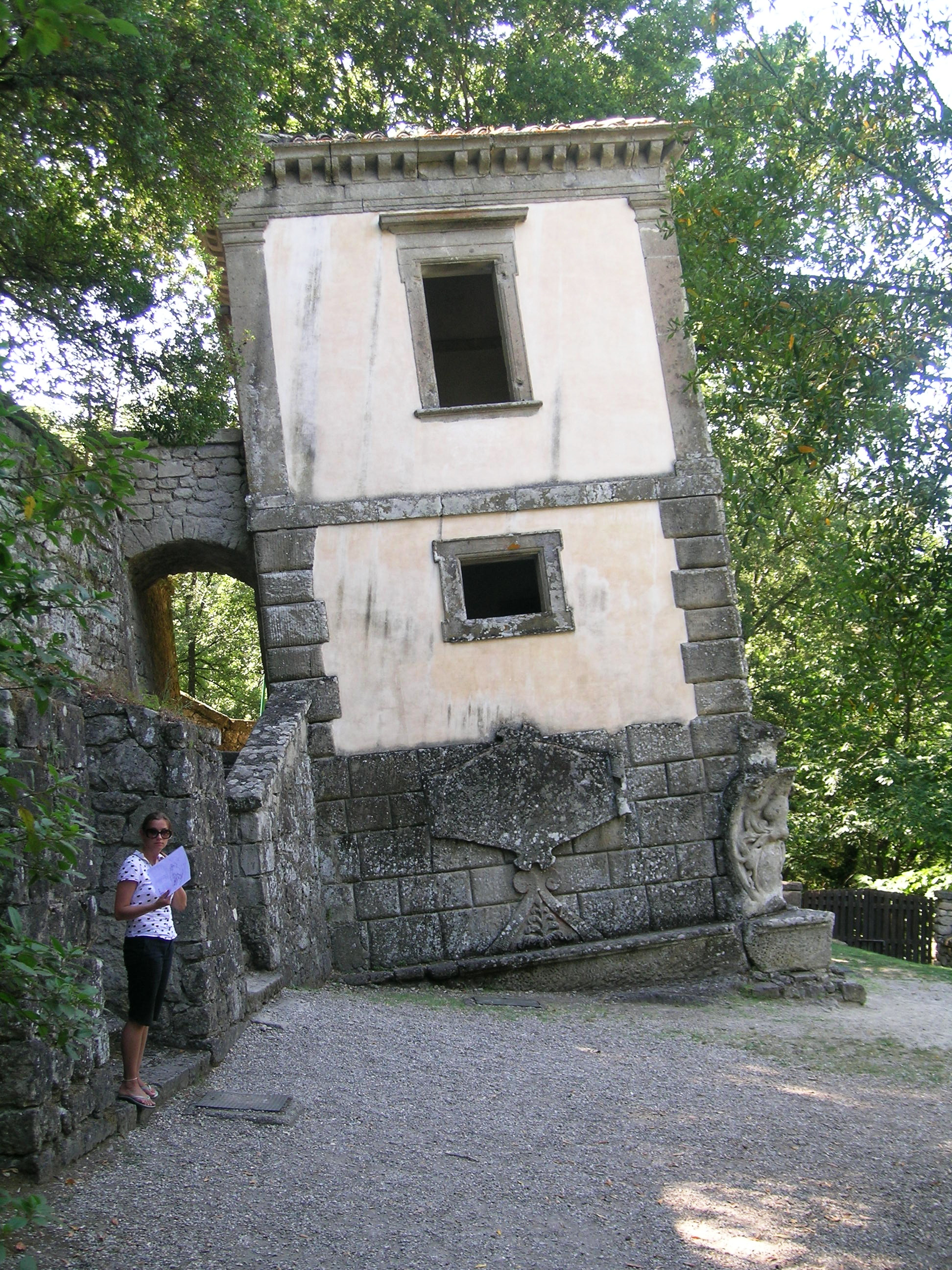
Šikmý dům v parku Bomarzo

Madruzzo se přátelil s Vicinem Orsinim, tvůrcem parku Sacro Bosco v Bomarzu. V tamním Šikmém domě v zahradě je nápis: Animus quiescendo fit prudentior ergo - Cristoforo Madruzzo principi Tridentino dedicato (Má mysl je moudřejší, když se zklidní, proto zasvěceno Kryštofu Madruzzovi, knížeti tridentskému). 
V opeře Palestrina Hanse Pfitznera vystupuje Madruzzo jako „Christoph Madruscht“.